# Sarothrura boehmi
La polluela de Boehm (Sarothrura boehmi) es una especie de ave gruiforme de la familia Rallidae que vive en África.

## Distribución
Se encuentra en Angola, Burundi, Camerún, Gabón, Guinea Ecuatorial, Guinea, Kenia, Malaui, Mali, Nigeria, República del Congo, República Democrática del Congo, Ruanda, Tanzania, Uganda, Zambia y Zimbabue.